# Louise von Panhuys

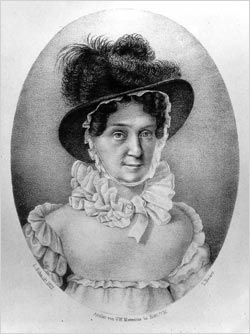
Louise von Panhuys (1823)

Louise von Panhuys, geborene von Barckhaus genannt von Wiesenhütten (* 10. Oktober 1763 in Frankfurt am Main; † 18. Oktober 1844 ebenda), war eine deutsche Pflanzen- und Landschaftsmalerin. Zu ihren Werken zählen vor allem Pflanzenaquarelle mit Darstellungen von den vor allem für den Export oder als Nahrungs- und Gebrauchsgüter angebauten Pflanzen. Sie selbst maß den Aquarellen botanischen und ethnografischen Inhalts einen eher wissenschaftlichen als künstlerischen Wert bei. Geprägt wurde sie vor allem von Arbeiten von Maria Sibylla Merian und den Reiseberichten Alexander von Humboldts.

## Leben
Louise Friederike Auguste von Panhuys (Ehename seit 26. November 1805), geborene von Barckhaus genannt von Wiesenhütten (ab 14. März 1789 Reichsfreiin), wurde als sechstes Kind von (Helene Elisabeth) Charlotte von Barckhaus genannt von Wiesenhütten, geborener von Veltheim auf Destedt (1736–1804, seit 14. März 1789 Reichsfreifrau), und Heinrich Carl von Barckhaus genannt von Wiesenhütten (1725–1793, seit 14. März 1789 Reichsfreiherr; Geburtsname: Carl Andreas Wiesenhüter) in Frankfurt geboren. Ihre künstlerische Ausbildung erhielt sie von der Mutter, die selbst Amateurmalerin war und in der Frankfurter Gesellschaft eine führende Stellung einnahm, sowie von dem mit ihr nicht verwandten Christian Georg Schütz dem Vetter (1758–1823), einem Neffen zweiten Grades („Vetter“) von Christian Georg Schütz dem Älteren, in der Landschafts- und Aquarellmalerei. Ihre Mutter war durch die gemeinsame Abstammung von der Familie Lindheimer eine Cousine zweiten Grades von Goethes Mutter, Catharina Elisabeth Goethe, geborene Textor. Durch die Verwandtschaft und die räumliche Nähe der Elternhäuser von Barckhaus-Wiesenhütten und Goethe (siehe unten) wurde Louise mit dem Dichter frühzeitig bekannt.
Vermutlich nach dem Tod ihres Vaters, der am 7. Februar 1793 verstarb, zog sie nach Darmstadt. Hier führte sie den Haushalt ihres 1792 geschiedenen Bruders Carl Ludwig Freiherr von Barckhaus genannt von Wiesenhütten (1761–1823, seit 1786 Mitglied der patrizischen Gesellschaft Zum Frauenstein, seit 1789 Reichsfreiherr), der zunächst am Hof von Hessen-Darmstadt als Stallmeister, dann Vize-Oberstallmeister bzw. Oberstallmeister, tätig war und der 1798 von Ludwig X. Landgrafen von Hessen-Darmstadt, dem nachmaligen Großherzog Ludwig I. von Hessen und bei Rhein, zum Staatsminister des Auswärtigen ernannt, 1805 jedoch wegen ihm vorgeworfener frankreichfreundlicher Haltung entlassen wurde. Von 1802 bis 1805 unternahm sie mit ihrem Bruder zwei längere Reisen nach England, wo sie in Kontakt mit englischen Naturalisten und botanischen Illustratoren trat, um sich als Malerin weiterzubilden. Vermutlich nahm sie in dieser Zeit auch Unterricht bei dem damals bekannten botanischen Maler James Sowerby. Die in England entstandenen Aquarelle befinden sich heute in Privatbesitz.

### Heirat, Suriname

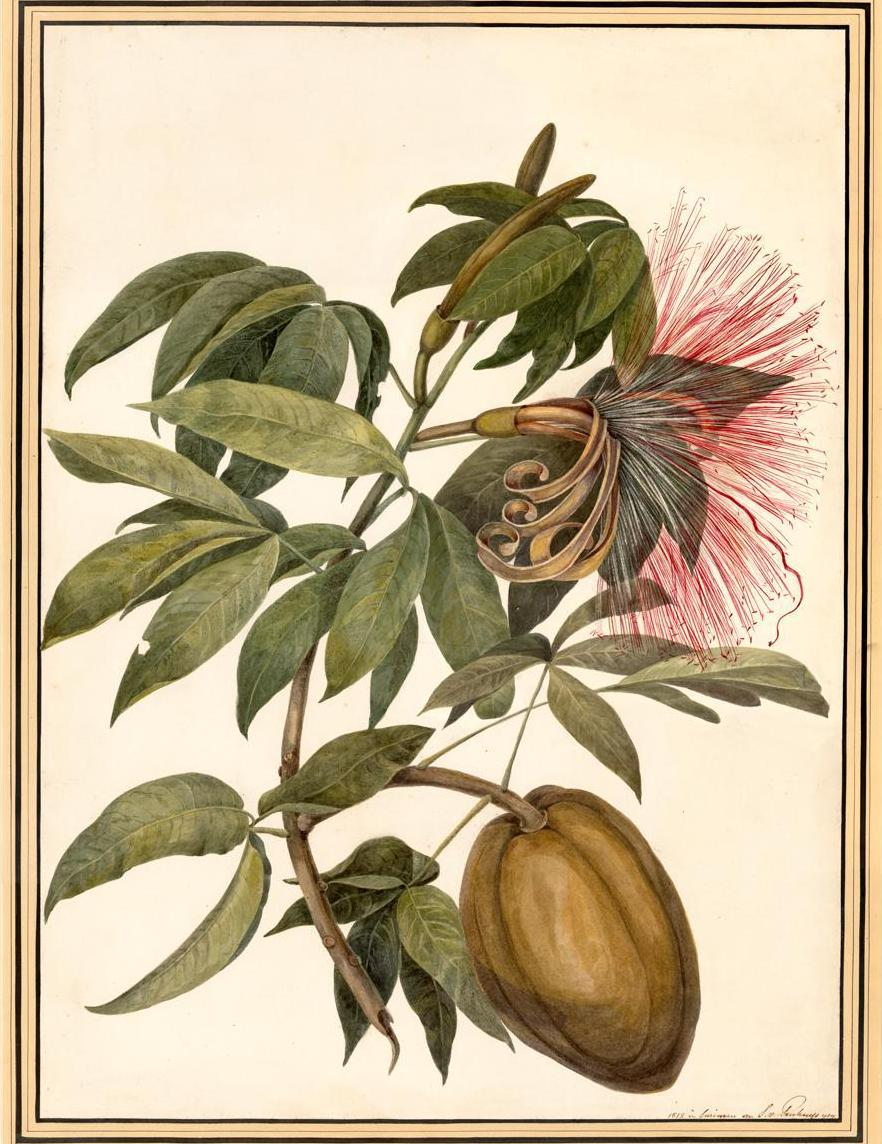
Louise von Panhuys: Blüte und Frucht des wilden surinamischen Cacao (1812)

Am 26. November 1805 heiratete sie den in Maastricht geborenen verwitweten niederländischen Offizier Willem Benjamin van Panhuys (1764–1816), der nach der Okkupation der Niederlande durch die Truppen von Napoléon Bonaparte zeitweise in der kurhessischen Armee diente. Im Jahre 1811 begleitete sie ihren Mann nach Suriname. Er war als Erbe seiner ersten Ehefrau Clasina Alexandra Elisabeth van Panhuys, geborener Reynsdorp (1769–1797) Eigentümer der dort gelegenen Kaffeeplantage Nut en Schadelijk am Unterlauf des Commewijne. Hier erwarben sie später noch die Zuckerrohrplantage Alkmaar am gegenüberliegenden Ufer hinzu. Ein Jahr nach der Niederlage des napoleonischen Frankreichs im Jahr 1815 erhielten die Niederlande von den Engländern die Kolonie Suriname zurück, die seit 1804 durch die Engländer besetzt worden war.
Willem von Panhuys wurde durch König Wilhelm I. der Niederlande zum ersten General-Gouverneur der Kolonie Suriname nach der englischen Herrschaft ernannt. Seine formelle Amtszeit dauerte aber nur vom 27. Februar 1816 bis zu seinem Tod am 18. Juli 1816. Nach der Beerdigung ihres Mannes in Paramaribo verließ im August 1816 die Witwe Louise van Panhuys Suriname endgültig und zog wieder in das Elternhaus „Zu den Drey Königen“ in der Großen Eschenheimer Gasse/Ecke Zeil in Frankfurt. Einer der Vorbesitzer des Hauses war der Kupferstecher und Verleger Matthäus Merian der Jüngere (1621–1687), der Halbbruder von Maria Sibylla Merian.

### Nachlass
Die in den Jahren 1811 bis 1816 vorwiegend in Suriname entstandenen zirka 90 Aquarelle schenkte sie 1824 an die Senckenbergische Naturforschende Gesellschaft in Frankfurt am Main. Diese befinden sich heute als Dauerleihgabe in der Universitätsbibliothek Johann Christian Senckenberg in Frankfurt. Ethnografica befinden sich im Museum der Weltkulturen Frankfurt/M.
Im September/Oktober 1898 präsentierte die Senckenbergische Naturforschende Gesellschaft im Museum erstmals öffentlich einen Teil des Nachlasses der Louise von Panhuys. 1991 gab es eine Ausstellung nebst Katalog in der Senckenbergischen Bibliothek Frankfurt. Das Naturmuseum Senckenberg stellte als Monatsthema im März/April 2007 unter anderem Federzeichnungen von Maria Sibylla Merian (1674–1717) und Aquarelle der Louise von Panhuys aus. Im Juni und August 2009 stellte die Frankfurter Sparkasse 1822 die Pflanzenzeichnungen der beiden Frankfurterinnen Louise von Panhuys und Elisabeth Schultz aus.

### Begegnungen mit Goethe
Wie schon am 15. August 1793 begegnete die ‚Frau Generalin‘ am 17. September 1814 wieder Goethe während dessen Rückkehr für zehn Tage nach Frankfurt am Main als „Eine aus Surinam zurückgekommene alte Bekannte. Fr. Gen. v. Panheus geb. von Barckhaus.“ Paul Raabe bemerkt dazu: „Vielleicht war ja auch von Louises Schwester Charlotte Edle von Oetinger (1756–1823) die Rede […], als Amasia im Werther verewigt.“ Goethe dürfte der jungen Louise von Barckhaus-Wiesenhütten in der Tat öfter begegnet sein. Ihr Elternhaus „Zu den Drey Königen“ war nämlich nur etwa 400 Meter vom Goethehaus „Zu den drey Leyern“ im Großen Hirschgraben entfernt und befand sich ganz in der Nähe der Sankt-Katharinen-Kirche, in der die Familie Goethe ihre beiden Kirchenstühle hatte. Auch beim pflichtgemäßen sonntäglichen Gottesdienst konnten die Familien Goethe und von Barckhaus-Wiesenhütten also zusammentreffen.

### Ihre Schwester Charlotte
Von ihren Geschwistern ist noch Charlotte (Louise Ernestine) Edle von Oetinger, geborene von Barckhaus genannt von Wiesenhütten (1756–1823), hervorzuheben, die seit 1784 mit Eberhard Christoph Ritter und Edlem von Oetinger (1743–1805), 1784–1805 Reichskammergerichts-Assessor (urteilender Richter) in Wetzlar, einem vormals in Stuttgart seit 1774 aktiven Freimaurer und unter dem Ordensnamen „Tessin“ Illuminatenchef, verheiratet war. Er war ein Neffe des pietistischen Prälaten Friedrich Christoph Oetinger. Die weitere Verbindung zu Frankfurt am Main wurde durch die am 11. November 1785 erfolgende Aufnahme v. Oetingers in die Frankfurter patrizische Gesellschaft Zum Frauenstein gefördert. Nach dem erwähnten Zeugnis des mit Goethe bekannten Frankfurter Kaufmanns Johann Isaak Gerning aus dem Jahre 1793 war sie einst eine Geliebte („Amasia“) Goethes. Nach der ohne Widerspruch des Dichters gebliebenen Aussage von Goethes Freund Johann Jakob von Willemer, dem Frankfurter Bankier, Freimaurer und Illuminaten,  gegenüber Goethe selbst aus dem Jahre 1824 hat ihr dieser 1774 im Briefroman Die Leiden des jungen Werthers in der Gestalt der adeligen ‚zweiten Lotte‘ „Fräulein von B..“, d. h. ‚von Barckhaus‘, ein literarisches Denkmal gesetzt. Goethe war während seines zehntägigen Frankfurter Aufenthalts im September 1814 sowohl mit Willemer und dessen zukünftiger Ehefrau Marianne, geb. Pirngruber, genannt Jung, als auch, wie erwähnt, mit Charlotte Edler von Oetingers Schwester Louise van Panhuys zusammengetroffen.
In Privatbesitz in Darmstadt befindet sich ein Porträt (Brustbild) von Charlotte Louise Ernestine Edler von Oetinger, geb. von Barckhaus genannt von Wiesenhütten, etwa aus dem Jahr 1791 oder 1792. Der Maler Johann Friedrich Dryander hat es als Pastell auf Papier in den Maßen 55 cm × 65 cm ausgeführt. Eine farbige photographische Reproduktion gehört zur Bildersammlung der Stiftung Saarländischer Kulturbesitz (Inventarnummer 104). Eine Abbildung in den Maßen 18,5 × 16 cm findet sich in dem Ausstellungskatalog Saarlandmuseum [Körperschaft]: Johann Friedrich Dryander.Ein Künstler zwischen Fürstenhof und Bürgertum, 16. September 2006 – 7. Januar 2007. (Anläßlich der Ausstellung […] im Saarlandmuseum, Alte Sammlung.) Hrsg. von Ralph Melcher. Mit Beiträgen von Roland Augustin, Stefan Heinlein, Sibylle Nöth, Eva Wolf und Ralph Melcher. Stiftung Saarländischer Kulturbesitz, Saarlandmuseum, Saarbrücken, 2006, ISBN 978-3-932036-21-7, S. 73, Tafel P 11.

## Belege

### Einzelbelege
1. ↑  Sabine Schulze (Hrsg.): Gärten: Ordnung – Inspiration – Glück, Städel Museum, Frankfurt am Main & Hatje Cantz Verlag, Ostfildern 2006, ISBN 978-3-7757-1870-7, S. 56
2. ↑  am 18. Januar 1728 geadelt als Carl Andreas Wiesenhüter von Wiesenhütten, nach der Adoption durch seinen Onkel Lic. iur. Heinrich von Barckhaus (1691–1752) seit dem 3. April 1753 umbenannt in Heinrich Carl von Barckhaus genannt von Wiesenhütten; seit 1780 Mitglied der patrizischen Gesellschaft Zum Frauenstein.
3. ↑  Die Werke von Louise von Panhuys in der digitalen Sammlung der Goethe-Universität Frankfurt am Main, abgerufen am 11. Mai 2018.
4. ↑  Vgl. Johann Jakob Gerning, Tagebuch 15. August 1793. In: Goethe: Begegnungen und Gespräche. Hrsg. von Ernst Grumach und Renate Grumach, Bd. 4. Berlin 1980, S. 36
5. ↑  Goethes Werke. WA (= Weimarer Ausgabe. Reprint. dtv 1987) IV Bd. 25, S. 39.
6. ↑  Zu Goethes Briefen. 2013, S. 11. Die Bezeichnung "Amasia" findet sich allerdings nicht im Werther-Roman, sondern wurde 1793 von Johann Isaak Gerning gebraucht (siehe unten). Das von der Malerin in einem Brief vom 19. September (vgl. die Wiedergabe ebd., S. 11 f.) erbetene erneute Treffen mit dem Dichter kam wegen dessen Zeitknappheit nicht mehr zustande. Vgl. dazu Goethes Antwort vom 20. September 1814 in dem bei Raabe, ebd., S. 8 f., erstmals gedruckten Brief vom 20. September 1814.
7. ↑  Vgl. Paul Raabe: Zu Goethes Briefen. 2013, S. 11
8. ↑  Vgl. den Hinweis durch das Hessische Staatsarchiv Darmstadt (Bestand R 4, Bildersammlung) unter der Internetadresse .
– Neil Jeffares berücksichtigt das Porträt in der Online Edition seines Dictionary of pastellists before 1800 unter der Internetadresse
 (Abruf 28. August 2015), hier das mittlere Porträt auf S. 2, Sp. 3, der drei Bildseiten des Artikels „Dryander, Johann Friedrich“.

| Personendaten    | Personendaten       |
| ---------------- | ------------------- |
| NAME             | Panhuys, Louise von |
| KURZBESCHREIBUNG | Malerin             |
| GEBURTSDATUM     | 10. Oktober 1763    |
| GEBURTSORT       | Frankfurt am Main   |
| STERBEDATUM      | 18. Oktober 1844    |
| STERBEORT        | Frankfurt am Main   |